# Frankenia pulverulenta
L'erba franca annuale (Frankenia pulverulenta L., 1753) è una pianta annuale appartenente alla famiglia delle Frankeniaceae.

## Descrizione
È una pianta erbacea annuale dal fusto prostrato. Le foglie, lunghe circa mezzo centimetro, sono opposte e di forma obovata o oblungo-spatolata. La pagina superiore è glabra o leggermente pubescente, quella inferiore è densamente pubescente. I fiori sono piccoli ma vistosi per il colore violetto, e sono portati su brevi spighe terminali o ascellari. Il frutto è una capsula loculicida che contiene semi di colore nero. Il periodo di fioritura va da aprile a maggio. 

## Distribuzione e habitat
La pianta è diffusa in tutta la regione mediterranea, in Asia centrale e in Sudafrica. In Italia è reperibile lungo tutta la costa tirrenica oltre che in Puglia e nelle isole. Cresce prevalentemente su terreni sabbiosi umidi in ambiente subsalino.